# 南湖 (蒙自)
南湖，旧称草湖，又称泮池、学海，位于云南省红河哈尼族彝族自治州蒙自市中心城区，围绕其建有南湖公园。占地总面积约41万平方米，水面面积32万平方米，蓄水量45万立方米。
南湖原为一片洼地，明嘉靖三十一年（1552年）始修浚成湖，历经几百年引水疏浚、垒山造林、筑堤修亭，逐渐发展为蒙自的著名景观，素有「滇南明珠」、「小西湖」之誉。中堤纵贯湖面南北，将南湖一分为二，东称学海（亦称「小海」、「小南湖」），西称大南湖。湖中亭台楼阁相映成趣，菘岛、军山等人工小岛屹立其中，著名的瀛洲亭位于湖东，是云南省文物保护单位。南湖也是传说中过桥米线的发源地。

## 名称
根据《蒙自县志》，「南湖位于旧城南门外，故名。」:552

## 景观

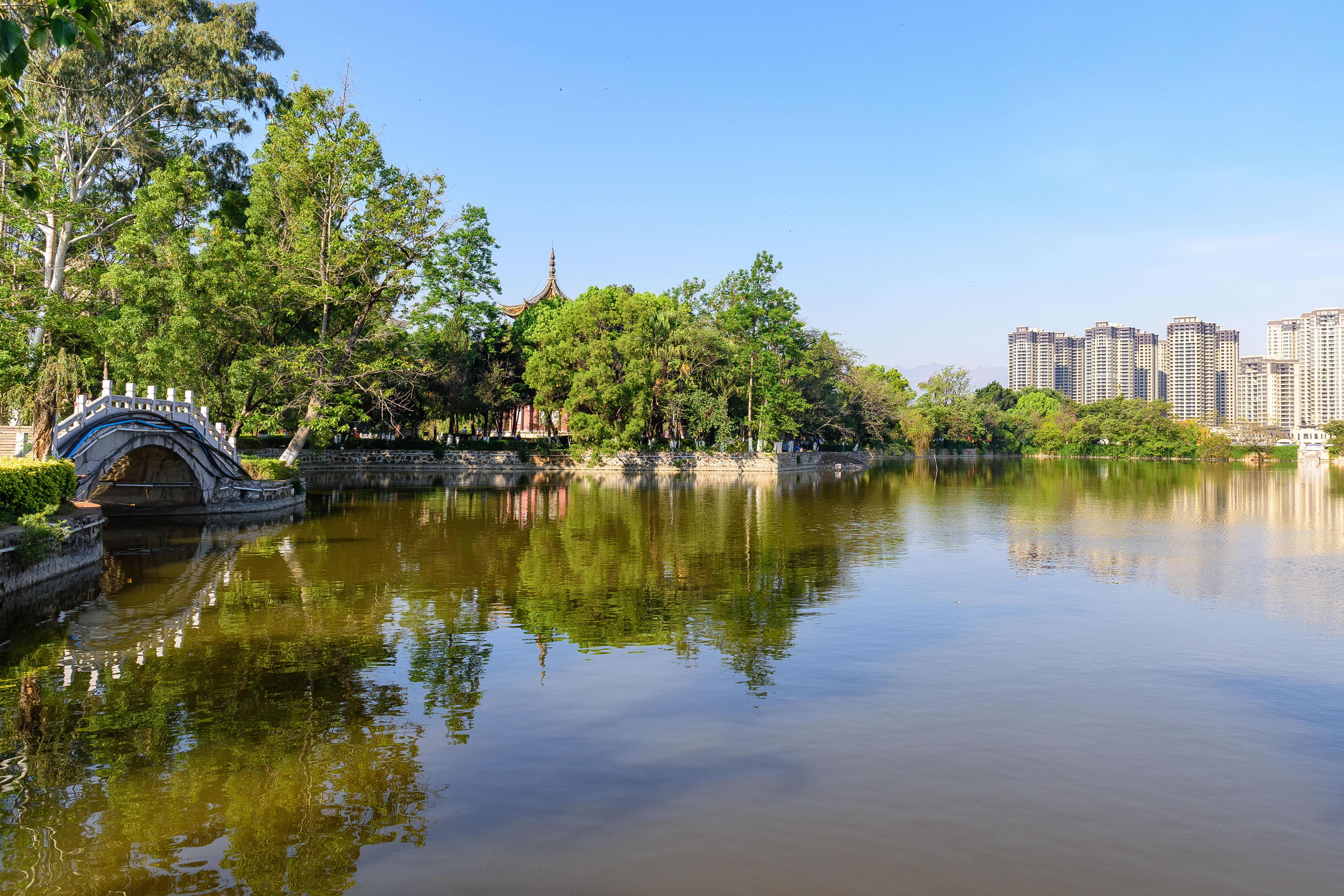
Nanhu Park, Mengzi (20230405091153)

### 菘岛
菘岛為一人工小島，建于民国廿二年（1933年），是由當時駐蒙自的滇軍獨立第2團團長李菘率全團官兵堆壘而建，並以其名命名，以茲紀念。岛上建有轩、榭，并立有修浚南湖纪念标。纪念标后毁于文革。

### 军山

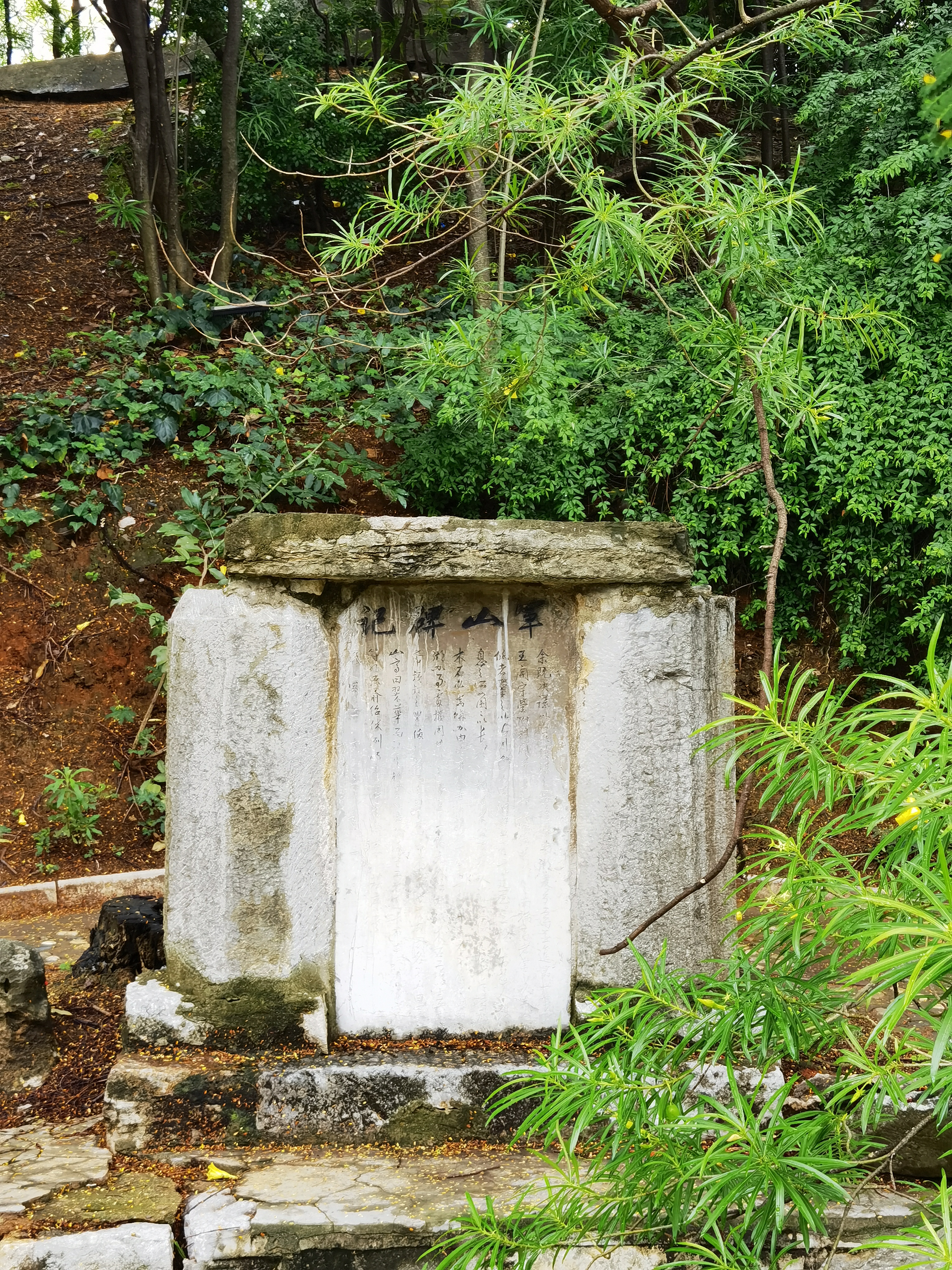
军山碑，1934年落成

军山建于1933年，与崧岛同为滇军独立第二团团长李菘率部队垒成。建成初时于山前建有半月池、翠华亭。:553民国廿三年（1934年），於山脚立軍山碑，碑文由李菘撰書:854。
軍山碑現位於军山北麓，高105厘米，宽52厘米，碑文為草書陰文，记述了修建军山、翠华亭的始末及费用等:854。

### 瀛洲亭

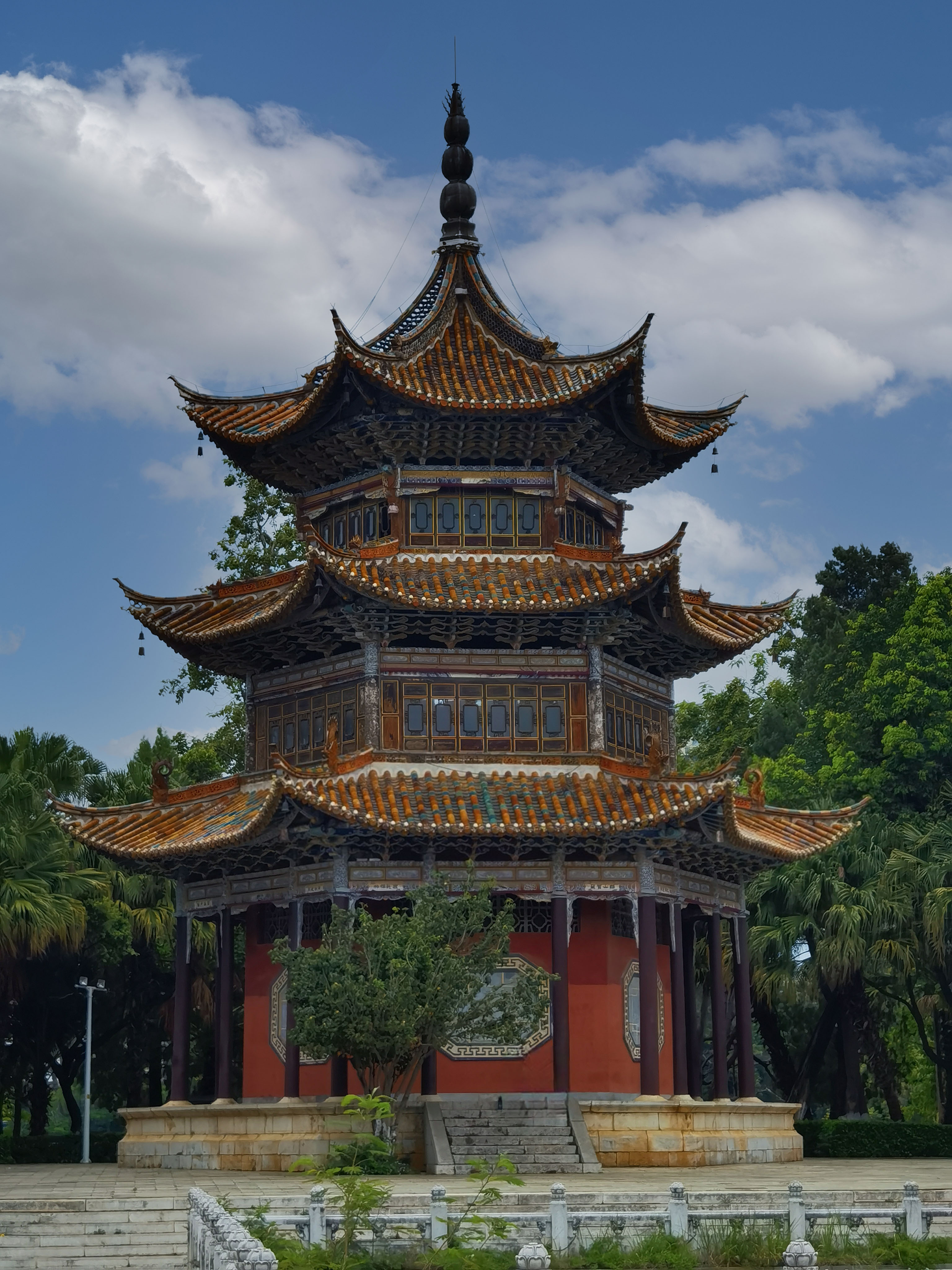
瀛洲亭

瀛洲亭位于小南湖（南湖东景区），为一为木结构六角攒尖顶楼阁式三层重檐亭，始建于清康熙二十九年（1690年），由时任知县王来宾所建。咸丰八年（1858年）毀于兵燹。光绪十五年（1889年）重建，更为现名。亭与三山相对，其间间隔水田一方。康熙《蒙自县志》载：亭拟笔，田拟砚，山拟笔架，湖水拟墨池，成「三山毓秀」之景。为旧时蒙自十二景之一。瀛洲亭现为云南省文物保护单位。